# Bangun Negara
Bangun Negara is een bestuurslaag in het regentschap Lampung Barat van de provincie Lampung, Indonesië. Bangun Negara telt 1693 inwoners (volkstelling 2010).